# Dogger
| Systeem                              | Serie           | Etage         | Ouderdom (Ma) |
| ------------------------------------ | --------------- | ------------- | ------------- |
| Krijt                                | Vroeg           | Berriasien    | Jonger        |
| Jura                                 | Boven (Malm)    | Tithonien     | 145,0–152,1   |
| Jura                                 | Boven (Malm)    | Kimmeridgien  | 152,1–157,3   |
| Jura                                 | Boven (Malm)    | Oxfordien     | 157,3–163,5   |
| Jura                                 | Midden (Dogger) | Callovien     | 163,5–166,1   |
| Jura                                 | Midden (Dogger) | Bathonien     | 166,1–168,3   |
| Jura                                 | Midden (Dogger) | Bajocien      | 168,3–170,3   |
| Jura                                 | Midden (Dogger) | Aalenien      | 170,3–174,1   |
| Jura                                 | Onder (Lias)    | Toarcien      | 174,1–182,7   |
| Jura                                 | Onder (Lias)    | Pliensbachien | 182,7–190,8   |
| Jura                                 | Onder (Lias)    | Sinemurien    | 190,8–199,3   |
| Jura                                 | Onder (Lias)    | Hettangien    | 199,3–201,3   |
| Trias                                | Boven           | Rhaetien      | Ouder         |
| Indeling van het Jura volgens de ICS |                 |               |               |

Het Dogger is een aantal gesteentelagen in West-Europa die tot het middelste deel van het Jura behoren. In oudere teksten wordt ook het tijdvak waarin deze lagen gevormd werden soms Dogger genoemd. Het Dogger heeft een ouderdom van ongeveer 175 tot 160 miljoen jaar (Ma). Het volgt op het Lias, ligt onder de Malm en is onderverdeeld in vier etages: Callovien, Bathonien, Bajocien en Aalenien.

## Naamgeving en voorkomen
De naam voor het tijdvak Dogger is afgeleid van het oud-Engelse Dogger, een sedimentair gesteente rijk aan ijzerconcreties die op kleine opgekrulde hondjes lijken. De naam van de Doggerbank in de Noordzee heeft waarschijnlijk dezelfde oorsprong (een zogenaamd cognaat). De naam Dogger wordt gebruikt in grote delen van Noord-Europa, maar is niet officieel, de ICS gebruikt de aanduiding Midden-Jura.
In Zuid-Duitsland behoren gesteenten uit de Midden-Jura tot de Braunjura (bruine Jura), een lithostratigrafische groep. Deze groep bestaat voornamelijk uit schalie en zandsteen. Het Brent-reservoir in de noordelijke Noordzee is van Dogger ouderdom.